# Euoestrophasia guatemalensis
Euoestrophasia guatemalensis là một loài ruồi trong họ Tachinidae.